# Las Grosellas (cuento)
Las Grosellas (en ruso: Крыжовник, romanizado: Kryzhovnik) es un cuento de 1898 de Antón Chéjov, el segundo de lo que más tarde se conocería como «La pequeña trilogía», junto con El hombre en el estuche y Sobre el amor.

## Publicación
Escrito en Melikhovo a mediados de 1898, el cuento fue enviado a la revista Russkaya Mysl el 28 de julio de ese año y fue publicado por primera vez en el número 8 de la edición de agosto.
En una versión ligeramente revisada fue incluido en el Volumen 12 de la segunda edición de las Obras Completas de A.P. Chéjov en 1903, y luego en el Volumen 11 de la tercera edición póstuma de 1906.
El propio Chéjov pidió al editor Adolf Marks que no incluyera este cuento (así como El hombre en el estuche y Sobre el amor) en la primera edición de las Obras Completas de 1901. El 29 de septiembre de 1899 escribió a Marks: "El hombre en el estuche, Las Grosellas y Sobre el amor pertenecen a un ciclo que aún no ha sido terminado, por lo que podrían aparecer solo en los volúmenes 11 o 12, cuando todo el conjunto esté completo". Pero el extenso ciclo planeado quedó sin terminar.

## Fondo
Hay entradas en los cuadernos de notas de Chéjov que sugieren que había una larga historia detrás de Las Grosellas. Inicialmente, tenía la intención de terminar la historia con el personaje principal enfermando y muriendo en una amarga desilusión después de haber logrado todas sus ambiciones. Poco a poco, el retrato psicológico de Nikolai Ivanovich se volvió más satírico y complicado. Se convirtió en una persona bastante engreída y satisfecha de sí misma que parece no darse cuenta de cómo han cambiado sus puntos de vista e ideales en el proceso de lo que él considera como "progreso" social. Según las memorias de Chéjov de 1923, había numerosos detalles en la historia que señalaban al pueblo de Bakumovka y a la finca del terrateniente local Smagin, donde el autor había sido invitado.
También explicó el origen del apellido Chimsha-Gimalaysky. Según Chéjov, "Una vez en Siberia, mientras se dirigía a Sajalín... un hombre local se le acercó, deseando presentarse, y mostró una tarjeta de visita con el apellido: Rymsha-Pilsudsky". Chéjov lo encontró extremadamente divertido, guardó la tarjeta y prometió utilizar de alguna manera ese nombre inusual.

## Sinopsis
Ivan Ivanovich Chimsha-Gimalayski, un cirujano veterinario, cuenta la historia de su hermano menor, Nikolai Ivanovich, un funcionario en la Corte de la Hacienda. Nikolai se obsesionó con la idea de regresar al campo donde él y su hermano habían pasado su infancia feliz. El símbolo de esta fantasía, por alguna razón, se convirtió en un arbusto de grosellas. Finalmente, su sueño se hizo realidad. Se compró una granja y se convirtió en terrateniente. Ivan Ivanovich cuenta cómo visitó a Nikolai y cómo lo deprimió ver a este hombre aparentemente feliz, ahora gordo y flácido, viviendo en lo que él imaginaba que era su paraíso terrenal, refiriéndose a sí mismo como "nosotros, los nobles" y experimentando una alegría pura que le hacía llorar de felicidad cuando su cocinera, tan gorda y parecida a un cerdo como él, le servía un plato lleno de grosellas. Todo esto hace que Ivan Ivanovich reflexione sobre la naturaleza de la felicidad humana, que para él es en gran medida el resultado de que cualquier hombre feliz ignore cuánto dolor y sufrimiento hay detrás de los muros del estrecho mundo que él mismo ha construido.
Probablemente ese orden es necesario;  probablemente las personas felices se sienten bien sólo porque los desdichados llevan su carga en silencio; sin ese silencio, la felicidad sería imposible. Es una hipnosis colectiva. Detrás de la puerta de toda persona satisfecha y feliz debería haber alguien con un martillo que le recordara en todo momento con sus golpes que hay personas desdichadas,  que, por muy feliz que uno sea, la vida le enseñará sus garras más tarde o más temprano, que le sobrevendrá alguna desgracia —enfermedad,  pobreza, pérdida— y que nadie lo verá ni lo oirá, de la misma manera que él ahora no ve ni oye a los otros. Pero el hombre del martillo no existe, el individuo feliz vive libre de cuidados, las menudas preocupaciones de la vida le agitan tan poco como el viento los álamos, y todo va a las mil maravillas. (Ivan Ivanovich).

## Recepción
La historia fue ampliamente discutida por los críticos contemporáneos y recibió en su mayoría reseñas positivas. Los análisis en profundidad fueron proporcionados por Alexander Skabichevsky en Syn Otechestva y Angel Bogdanovich en la edición de octubre de 1898 de Mir Bozhy. Este último describió la historia "como una especie de escenario para el entorno donde el Hombre del Estuche gobierna". "Nikolai Ivanovich es un representante perfecto del mismo mundo donde [Belikov] durante quince años ha estado exterminando en sí mismo todas esas cosas que elevan a un hombre por encima del nivel más bajo y básico de una existencia sin sentido", argumentó Bogdanovich.
La historia fue muy discutida por los críticos contemporáneos y obtuvo críticas en su mayoría positivas. El análisis en profundidad fue proporcionado por Alexander Skabichevsky en Syn Otechestva y Angel Bogdanovich en la edición de octubre de 1898 de Mir Bozhy. "Nikolai Ivanovich es un representante perfecto del mismo mundo donde [Belikov] durante quince años ha estado exterminando en sí mismo todas esas cosas que elevan a un hombre por encima del nivel más bajo y básico de una existencia sin sentido", argumentó Bogdanovich.
Un análisis igualmente detallado pero menos elogioso provino de Birzhevye Vedomosti y del crítico Alexander Izmaylov, quienes vieron la historia como otro síntoma del autor sumergiéndose aún más en la melancolía y la miseria.